# Jantyk (potrawa)
Jantyk (krymskotat. yantıq, янтыкъ) – pieróg z przaśnego ciasta (z mąki, wody i soli) z mięsnym nadzieniem. Jedna z głównych potraw narodowych kuchni krymskotatarskiej.

## Przygotowanie
Z mąki, wody i soli kuchennej zagniata się sztywne ciasto, pozostawia na 30 minut i rozwałkowuje na grubość 2 mm. Z ciasta wycina się koła, których brzegi smarowane są jajkiem, a na środek kładzione jest przygotowane nadzienie z mięsa mielonego. Jantyk jest następnie składany na pół, co nadaje mu kształt półksiężyca, a jego brzegi są zaciskane przy pomocy widelca. W przypadku, gdy do wytworzenia farszu zostanie użyta tłusta jagnięcina, jest ona oczyszczana z kości i ścięgien, a następnie mielona w maszynce do mielenia mięsa razem z podsmażoną cebulą. Farsz doprawiany jest solą i pieprzem, dodaje się również szczyptę kminku oraz kminu rzymskiego i całość miesza. Jantyk smażony jest na patelni bez tłuszczu przez około 5–7 minut, a następnie smarowany masłem po obu stronach. W wersji wegetariańskiej potrawy jako nadzienia można użyć również sera i szpinaku.